# Wolfisheim
 Wolfisheim (en alsacià Wolfze) és un municipi francès, situat a la regió del Gran Est, al departament del Baix Rin. L'any 1999 tenia 3.832 habitants.
Forma part del cantó de Hœnheim, del districte d'Estrasburg i de la Strasbourg Eurométropole.

## Demografia
| 1962  | 1968  | 1975  | 1982  | 1990  | 1999  |
| ----- | ----- | ----- | ----- | ----- | ----- |
| 1.679 | 1.780 | 2.014 | 2.135 | 2.674 | 3.832 |

## Administració
| Període | Identitat  | Partit |
| ------- | ---------- | ------ |
| 2001-   | Éric Amiet |        |

## Personatgers il·lustres
- Charles Adolphe Würtz, (1817-1884), químic
- Maxime Alexandre, (1899-1976), poeta surrealista